# Narcis Damin
Pour les articles homonymes, voir Damin.
Narcis Damin est un naturaliste amateur croate, né le 21 octobre 1845 à Senj et mort le 26 août 1905 à Bakar.

## Biographie
Après des études à Senj, il est nommé professeur dans des écoles primaires supérieures à Fiume, à Gospić et à Bakar.
Il consacre ses loisirs à l’histoire naturelle et notamment à l’étude des araignées. Il étudie la faune de son pays et des régions proches comme la Dalmatie, la Slovénie et l’Istrie.